# Swietłana Frizen
Swietłana Frizen (ros Светлана Фризен, ur. 1974) – rosyjska biegaczka narciarska.

## Kariera
Największe sukcesy w karierze Swietłana Frizen osiągała w cyklu FIS Marathon Cup. W sezonie 2002/2003 zajęła drugie miejsce w klasyfikacji generalnej, ulegając jedynie Włoszce Larze Peyrot, a wyprzedzając bezpośrednio Rumunkę Monikę Lăzăruț. Rosjanka łącznie sześciokrotnie stawała na podium tych zawodów, odnosząc przy tym jedno zwycięstwo - 9 lutego 2003 roku była najlepsza w estońskim Tartu Maraton. Poza tym startowała głównie w zawodach FIS Race. Nigdy nie zdobyła punktów Pucharu Świata, nigdy też nie startowała na igrzyskach olimpijskich ani mistrzostwach świata. W 2003 roku zakończyła karierę.

## Osiągnięcia

### FIS Marathon Cup

#### Miejsca w klasyfikacji generalnej
- sezon 2001/2002: 6.
- sezon 2002/2003: 2.

#### Miejsca na podium
| Nr | Dzień       | Rok  | Zawody             | Dystans                 | Czas biegu  | Strata       | Pozycja | Zwyciężczyni   |
| -- | ----------- | ---- | ------------------ | ----------------------- | ----------- | ------------ | ------- | -------------- |
| 1. | 12 stycznia | 2003 | Jizerská Padesátka | 50 km stylem klasycznym | 2:37:27,0 h | +42,0 s      | 2.      | Lara Peyrot    |
| 2. | 26 stycznia | 2003 | Marcialonga        | 70 km stylem klasycznym | 2:47:11,0 h | +8:48,0 min  | 3.      | Lara Peyrot    |
| 3. | 2 lutego    | 2003 | König-Ludwig-Lauf  | 55 km stylem klasycznym | 2:11:56,2 h | +1:48,8 min  | 3.      | Lara Peyrot    |
| 4. | 9 lutego    | 2003 | Tartu Maraton      | 63 km stylem klasycznym | 3:20:26,6 h | -            | 1.      | -              |
| 5. | 16 lutego   | 2003 | Gatineau Loppet    | 50 km stylem dowolnym   | 2:12:58,9 h | +6:52,5 min  | 3.      | Lara Peyrot    |
| 6. | 2 marca     | 2003 | Vasaloppet         | 90 km stylem klasycznym | 4:32:57,0 h | +20:03,0 min | 3.      | Ulrika Persson |